# Rudi Stephan
Rudi Stephan (Worms, 29 de julio de 1887 – Ternópil, 29 de septiembre de 1915) era un compositor alemán. Se trataba de una gran promesa que fue considerado uno de los principales talentos de su generación poco antes de la Primera Guerra Mundial. Murió en la guerra a los veintiocho años.

## Biografía
Stephan nació en Worms, Gran Ducado de Hesse. Se hizo alumno de composición de Bernhard Sekles en el Conservatorio Hoch en Fráncfort y de Heinrich Schwartz y Rudolf Louis en Múnich, donde se estableció después de completar sus estudios en 1908. Sólo unos cuantos trabajos: su gusto por poner intencionadamente títulas neutros de "Música para ..." hizo que fuera visto como el precursor de la Nueva objetividad de la posguerra, pero su música es de hecho en un idioma hiper-expresivo del Romanticismo tardío que ha sido considerado más plausiblemente como un tipo de proto-Expresionismo. Su padre, un consejero privado, fue capaz de financiar la realización de sus primeras obras, con las que al principio se encontró con la incomprensión. Pero el estreno de su Música para orquesta en 1912 en Worms marcó un antes y un después. Completó su única ópera, Die ersten Menschen, poco después del estallido de la guerra. Finalmente fue presentada en Fráncfort, cinco años después de su muerte de una bala en el cerebro disparada por un francotirador ruso, en Chodaczków Wielki cerca de Ternópil en Galitzia, ahora situada en Ucrania.
Sus obras orquestales completas han sido grabadas por la Orquesta Sinfónica de Melbourne dirigida por Oleg Caetani.

## Listado de obras
- Opus 1 para orquesta
- Liebeszauber para barítono y orquesta, basada en Hebbel (1907, rev. 1911).
- Música para orquesta [n.º 1] (1910).
- Grotesque para violín y piano.
- Música para violín y orquesta (1910, rev. 1913).
- Música para siete instrumentos de cuerda (dos violines, viola, violonchelo, contrabajo, arpa y piano) (1907–11; revisión incompleta para quinteto de piano, 1914).
- Música para orquesta [n.º 2] (1912, rev. 1913) [NB a menudo se dice que este trabajo es una revisión de Música para orquesta de 1910, pero de hecho no están relacionadas].
- Die ersten Menschen (1909–14), ópera basada en el misterio erótico de Otto Borngräber.